# Stratford (New York)
Stratford è un comune degli Stati Uniti d'America, situato nello stato di New York, nella contea di Fulton.